# Ólafur Thors

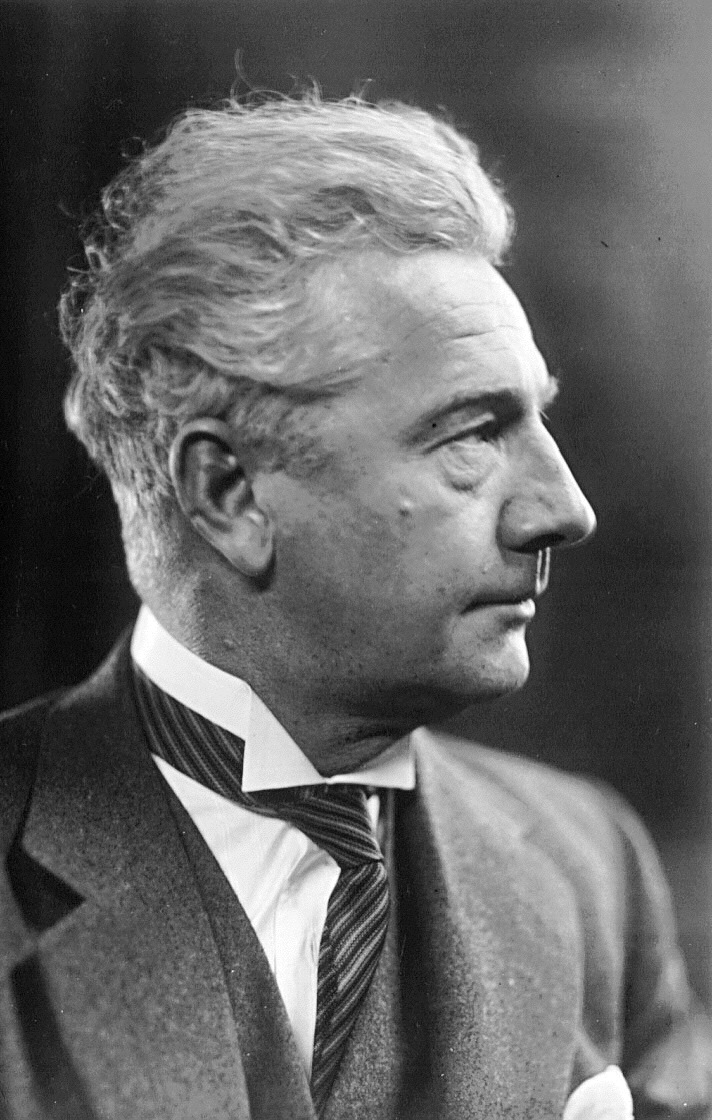
Ólafur Thors

Ólafur Thors (auch Ólafur Tryggvason; * 19. Januar 1892 in Borgarnes; † 31. Dezember 1964 in Reykjavík) war ein isländischer Politiker der Unabhängigkeitspartei (Sjálfstæðisflokkur) und fünfmaliger Premierminister von Island.

## Biografie

### Studium und Aufstieg zum Minister
Ólafur, ein Sohn des aus Dänemark stammenden Unternehmers Thor Philip Axel Jensen (1863–1947) und der Isländerin Margrét Þorbjörg Kristjánsdóttir (1867–1945), erwarb seine Hochschulzugangsberechtigung (Stúdentspróf) 1913 am Menntaskólinn í Reykjavík, dem ältesten Gymnasium Islands. Im Anschluss daran begann er ein Studium an der Universität Kopenhagen, trat aber bereits 1914 in das väterliche Unternehmen Kveldúlfur ein. Zwischen 1918 und 1935 war er Direktor des von seinem Vater 1916 gegründeten Fischdampferunternehmens Félag íslenskra botnvörpuskipaeigenda.
Ólafur begann seine politische Laufbahn zunächst 1921 mit der Wahl zum Mitglied des Stadtrates von Reykjavík, ehe er 1924 der neu gegründeten konservativen Partei Íhaldsflokkurinn beitrat. Als Kandidat der Unabhängigkeitspartei folgte 1926 die erstmalige Wahl zum Abgeordneten des Althing, dem er bis zu seinem Tode angehörte. Am 3. Juni 1932 folgte er Magnús Guðmundsson als stellvertretender Vorsitzender der Unabhängigkeitspartei und wurde am 14. November 1932 als Justizminister (Dómsráðherra) von Premierminister Ásgeir Ásgeirsson erstmals in eine Regierung berufen. Allerdings übte er dieses Amt nur wenig mehr als ein Monat bis zum 23. Dezember 1932 aus. Am 2. Oktober 1934 wurde er als Nachfolger von Jón Þorláksson Vorsitzender der Unabhängigkeitspartei (Sjálfstæðisflokkur) und behielt diese Position 27 Jahre lang bis zum 22. Oktober 1961. Im nachfolgenden Kabinett von Premierminister Hermann Jónasson war er zwischen 1939 und 1942 Industrieminister (Iðnaðarráðherra). Zwischen 1936 und 1944 sowie von 1948 bis zu seinem Tode war er auch Vorsitzender (Bankaráði) von Landsbanki Íslands, der ältesten und zweitgrößten Bank Islands.

### Fünfmaliger Premierminister

Ólafur-Thors-Statue des Bildhauers Sigurjón Ólafsson am See Tjörnin (1968)

Als Ólafur am 16. Mai 1942 als Nachfolger von Hermann Jónasson erstmals selbst Premierminister (Forsætisráðherra)  des Königreichs Island wurde, übernahm er in seiner bis zum 16. Dezember 1942 amtierenden Regierung zugleich das Amt des Außenministers (Utanríkisráðherra).
Als der parteilose Politiker Björn Þórðarson, sein Nachfolger im Amt des Ministerpräsidenten, am 21. Oktober 1944 zurücktrat, wurde Ólafur erster Premierminister der Republik Island und war zugleich bis zum Ende seiner Amtszeit am 4. Februar 1947 wieder Außenminister. 1947 und 1948 war er zudem Vertreter Islands in der Generalversammlung der Vereinten Nationen.
Nach dem Ende der ersten sozialdemokratischen Regierung unter Stefán Jóhann Stefánsson wurde er dann am 6. Dezember 1949 erneut Premierminister und hatte diesmal bis zu seiner Wahlniederlage am 4. März 1950 auch das Amt des Sozialministers inne. In der nachfolgenden Koalitionsregierung des von der Fortschrittspartei kommenden Steingrímur Steinþórsson übernahm er das Amt des Ministers für Fischerei und Industrie.
Im Anschluss daran war er vom 11. September 1953 bis zum 24. Juli 1956 selbst wieder Premierminister und blieb in dieser Zeit auch Fischereiminister.
Am 20. November 1959 wurde Ólafur schließlich zum fünften und letzten Mal Premierminister von Island. Am 22. Oktober 1961 übernahm der bisherige stellvertretende Parteivorsitzende Bjarni Benediktsson sein Amt als Vorsitzender der Unabhängigkeitspartei. Dieser folgte ihm am 14. November 1963 auch im Amt des Premierministers und setzte die von Ólafur begonnene Koalitionsregierung mit der Sozialdemokratischen Partei fort.